# Souraïde
Souraïde (baskisch: Zuraide) ist eine Gemeinde im französischen Baskenland mit 1.489 Einwohnern (Stand: 1. Januar 2022) im Département Pyrénées-Atlantiques in der Region Nouvelle-Aquitaine. Sie gehört zum Arrondissement Bayonne und zum Kanton Baïgura et Mondarrain (bis 2015: Kanton Espelette). Die Einwohner werden Zuraidar genannt.

## Geografie
Souraïde liegt etwa 16 Kilometer südlich von Bayonne im Süden der historischen Provinz Labourd in den westlichen Pyrenäen. Umgeben wird Souraïde von den Nachbargemeinden Ustaritz im Norden, Espelette im Osten, Ainhoa im Süden sowie Saint-Pée-sur-Nivelle im Westen.

## Einwohnerentwicklung
| Jahr                      | 1962 | 1968 | 1975 | 1982 | 1990 | 1999 | 2006 | 2013 |
| Einwohner                 | 482  | 548  | 620  | 777  | 937  | 1082 | 1165 | 1351 |
| Quelle: Cassini und INSEE |      |      |      |      |      |      |      |      |

## Sehenswürdigkeiten
- Kirche Saint-Jacques-le-Majeur aus dem 12. Jahrhundert
- Rathaus, früheres Bürgerhaus aus dem 16. Jahrhundert

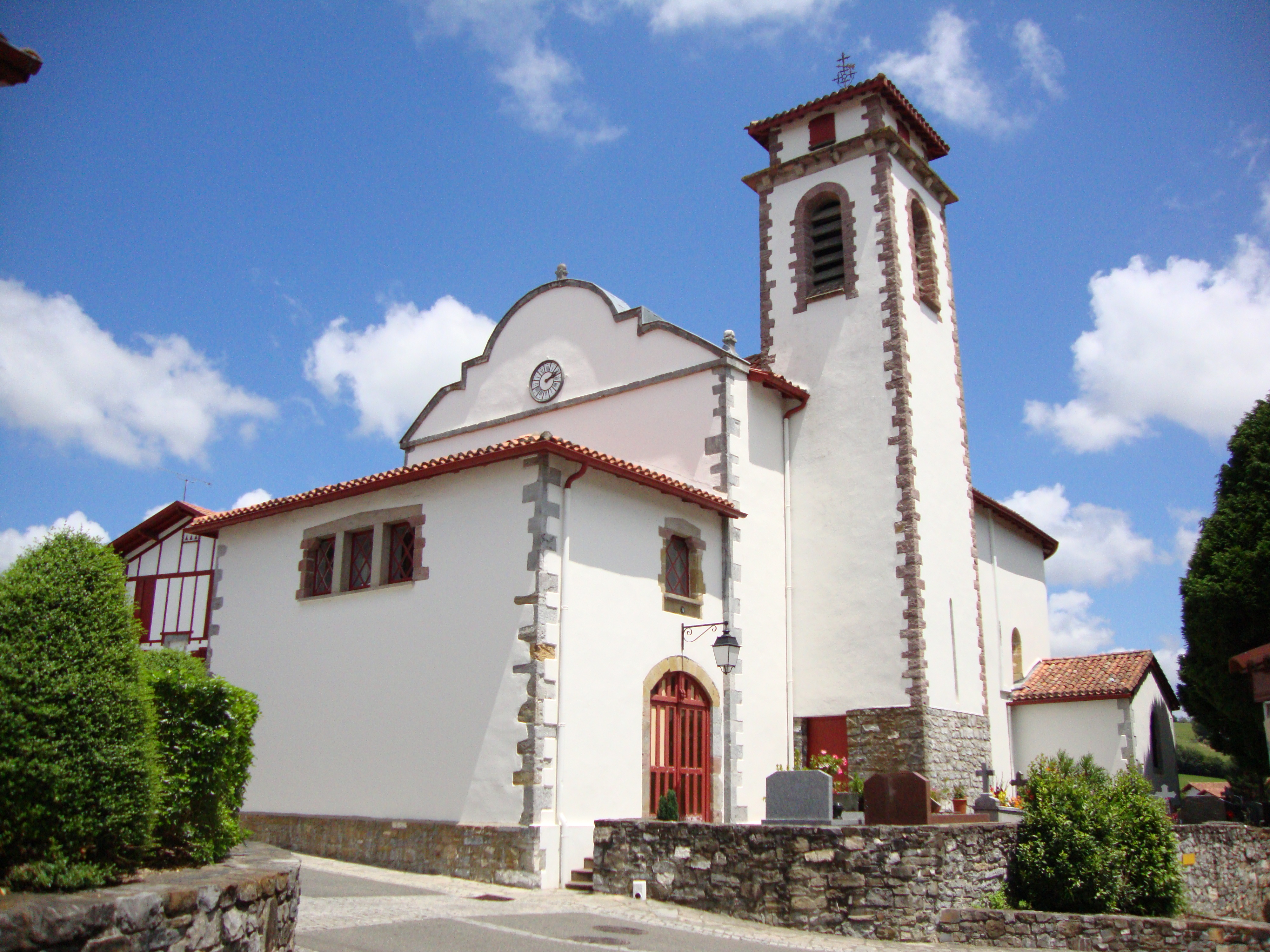
Kirche Saint-Jacques-le-Majeur